# Grifis
Grifis (グリフィス?, Gurifisu), noto anche come il suo alter ego Phemt (フェムト?, Femuto), è il principale antagonista della serie manga e anime Berserk di Kentarō Miura.

## Storia
(Grifis)
Inizialmente co-protagonista di Berserk insieme a Gatsu, diverrà in seguito acerrimo nemico di quest'ultimo. È uno di quei generali dallo spiccato senso strategico e dall'ineguagliabile intelligenza, capace di affascinare col suo carisma ed il suo fascino chiunque lo circondi.

### Le Origini e L'Armata dei Falchi
Quando ha circa dieci anni, un ragazzino di umili origini di nome Grifis, che sogna un regno tutto suo, inizia a mettere in piedi una banda di predoni. Raccoglie solo volontari e tra loro figurano il minatore Pipin, il bandito Korcus, il saltimbanco Judo e la dodicenne Caska. Nasce così l'Armata dei Falchi, una squadra mercenaria che verrà reclutata da vari nobili.
I Falchi così vincono una battaglia dopo l'altra e cominciano a far parlare di loro.

### L'incontro con Gatsu
Grifis continua a rimanere imbattuto con la sua armata e durante la battaglia con Agnas si accorge di un ragazzo che uccide con soli due colpi il possente Bazooso. Quel ragazzo è Gatsu e il destino vuole che i due si incontrino quando Kolcas e qualche altro membro dei falchi tentano di derubare Gatsu. Grifis interviene salvando Caska e ha uno scontro con Gatsu in cui dimostra la sua superiorità battendolo in pochi colpi. Gatsu viene portato all'accampamento e al suo risveglio gli chiede perché lo abbia risparmiato. Grifis risponde che vuole Gatsu nella sua armata perché ne ha riconosciuto l'abilità in battaglia e Gatsu propone un duello tra i due in cui se lui avesse perso sarebbe entrato nell'armata dei falchi. Grifis accetta e riesce di nuovo a vincere, stavolta non senza venire ferito da Gatsu.
Mentre si stanno facendo una doccia Grifis spiega a Gatsu le sue ambizioni e lo rassicura sul fatto che non lo desidera come amante, ma solo come guerriero, inoltre gli mostra il suo Bejelit scarlatto ricevuto da una vecchia signora, e che è chiamato l'uovo del re conquistatore. Alla prima battaglia con i Falchi, Grifis dà a Gatsu l'incarico di guidare la retroguardia, il quale accetta gli ordini e durante l'attacco è colpito da come la strategia di Grifis sia studiata sin nei minimi dettagli.

### L'avvento a corte
La Squadra dei Falchi giunge a Windom, capitale delle Midlands, dove viene assoldata per combattere la Guerra dei cent'anni. Essa affronta e sconfigge i Montoni Neri di Tuder, però lo scontro si conclude con un pesante passivo. Il merito è di Zodd, un guerriero che neanche Grifis, coadiuvato da Gatsu, riesce a sconfiggere. Grifis che è stato sconfitto si ritrova svenuto ai piedi del mostro e solo il bejelit scarlatto che porta al collo fa desistere Zodd dall'ucciderlo e lo induce ad una sospensione della battaglia.
I Falchi diventano così una delle truppe ufficiali del regno, tuttavia sono malvisti dall'ala conservatrice del panorama politico. Inoltre nel regno si vocifera che Grifis sia prossimo a diventare conte e questo manda in tutte le furie Yulius, il fratello del re. Grifis fa anche la conoscenza della principessa Charlotte e le si mostra subito gentile catturandone l'attenzione e la simpatia.
Le gesta di Grifis e della Squadra dei Falchi affascinano oltremodo il Re delle Midlands che li vuole come scorta durante il raduno autunnale di caccia. Quando il ministro Phos dà la notizia a Yulius, questi che ha intenzione di uccidere Grifis ordina al suo arciere di colpirlo con una freccia avvelenata. Grifis durante la battuta di caccia resta per tutto il tempo al fianco di Charlotte e quando la freccia è scoccata, gli trapassa l'armatura ma viene fermata dall'impatto col Bejelit, salvandogli la vita. Grifis scopre facilmente che l'attentato è stato ordito da Yulius, così commissiona a Gatsu l'omicidio del conte, il quale si rivela un successo. Nel mentre Grifis si trovava ad un ballo di corte di cui ne approfitta per legare di più con la principessa e viene origliato da Gatsu, tornato dal luogo dell'omicidio, mentre spiega a Charlotte cosa è per lui un amico.
Ai Falchi viene ordinato dal Re delle Midland di riconquistare la fortezza di Dordrey per poter così vincere la guerra. Grifis si assume la responsabilità dell'esito della battaglia e assicura la vittoria, nonostante molte legioni siano già state sconfitte in passato. Solo i ministri Owen e Ravan vedono di buon occhio Grifis, mentre tutti gli altri lo considerano un ragazzino montato di testa. Con soli 4'000 uomini Grifis e compagni sbaragliano l'armata dei Rinoceronti Viola di Tuder capeggiati da Bascon, e Grifis sfrutta il vecchio signorotto Genon, che era diventato generale grazie al suo ceto sociale per vincere la battaglia, al termine del quale eliminerà il lord.
Dopo la morte di Yulius, la regina delle Midland insieme ad alcuni personaggi di spicco tra cui il ministro Phos, organizzano una nuova congiura per Grifis. Il piano prevede che durante la cerimonia per celebrare la promozione dell'armata di Grifis, che prenderà il nome di Armata della Fenice Bianca, al comandante verrà servito del vino avvelenato. Grifis tuttavia lanciando un'occhiata a Phos capisce che qualcuno cospira alle sue spalle e decide di far rapire la figlia del ministro, affinché questi tradisca la regina. Grifis confida il suo piano solo a Gatsu e quando il Falco mette in scena la sua morte l'unico a non preoccuparsi è proprio il comandante della squadra d'assalto, che però si occuperà di eliminare i rapitori assoldati da Grifis. Grifis comparirà davanti alla regina, la quale si trova barricata in una delle torri in fiamme a cui lui stesso ha dato fuoco così da sbarazzarsi dei suoi oppositori, e restituirà la figlia rapita al padre Phos.

### La fine dei Falchi
In seguito al "salvataggio" della principessa Charlotte, Grifis prende confidenza con lei e le rivela le proprie ambizioni e i suoi sogni; inoltre, fa un discorso molto profondo sull'amicizia. Ad ascoltare questo discorso c'è anche Gatsu, il quale decide di lasciare la Squadra dei Falchi, credendo che solo andando alla ricerca di un suo sogno personale Grifis potrà considerarlo un vero amico.
Quando Grifis viene a sapere della volontà di Gatsu, decide di sfidarlo affinché questi non parta. Grifis sa che Gatsu è migliorato molto rispetto al loro primo duello e decide di attaccarlo con un colpo secco e, nel peggiore dei casi, di ucciderlo pur di non lasciarlo andar via. A Gatsu però basta un solo fendente per spezzare la spada di Grifis e metterlo a tappeto. Sconvolto dalla sconfitta, la sera stessa Grifis si reca nelle stanze della principessa e trascorre con lei una notte d'amore, ma soprattutto di sfogo personale.
Purtroppo per lui un'ancella lo scopre e il mattino seguente Grifis viene arrestato con l'accusa di alto tradimento. Il re, che prova sentimenti incestuosi per la figlia e vuole proteggerla per un desiderio perverso di tenerla per sé, ordina così ad un carnefice di torturarlo e di tenerlo in vita a soffrire per almeno un intero anno. Durante questi 365 giorni a Grifis vengono recisi i tendini di tutti e quattro gli arti, viene scarnificato su tutto il torace e gli viene tagliata la lingua; inoltre, prima dell'inizio delle torture perde il suo Bejelit.

### L'eclissi

Phemt le Ali delle Tenebre

Durante la permanenza di Grifis nella cella della Torre della Condanna il suo pensiero è rivolto solo ed unicamente a Gatsu, inoltre viene contattato per la prima volta dalla Mano di Dio i quali gli preannunciano l'avvento dell'eclisse e che presto diverrà uno di loro.
Quando i suoi compagni verranno a salvarlo Grifis si rende conto di quante cose siano cambiate: Caska e Gatsu ora hanno una relazione e soprattutto lui non potrà mai più brandire una spada. Questo scombussola non poco l'ex generale dei Falchi e dopo la morte di Wiald decide di suicidarsi, fallendo però nel tentativo. Grifis ritrova però il Bejelit scarlatto ed esso comincia a lacrimare sangue. Subito dopo inizia l'eclisse e l'intera Armata dei Falchi viene trasportata in una dimensione alternativa, al cospetto dei membri della Mano di Dio. Urbick mostra a Grifis ciò che lui anela veramente, portandolo nel suo inconscio e spiegandogli che per realizzare il suo sogno non deve farsi scrupoli a camminare sui cadaveri.
Scosso da quella visione Grifis si rende conto di poter ribaltare la situazione e, dopo aver rivolto un ultimo sorriso a Gatsu, l'unico tra tutti i suoi amici e nemici che è stato in grado di distoglierlo dai suoi obiettivi, sacrifica tutti i membri dell'Armata dei Falchi, "ammassando" i loro cadaveri per raggiungere il suo sogno. Mentre i suoi ex subordinati vengono sbranati dagli apostoli, Grifis si trasforma e assume le sembianze di Phemt (フェムト?, Femuto), le Ali delle Tenebre. A quel punto giunge in volo nel bel mezzo del "banchetto" e, di fronte all'inerme Gatsu, violenta l'impotente Caska, in un atto di pura malvagità e vendetta nei confronti dell'ex amico.

### La rinascita
Grifis riesce a tornare nel mondo dei vivi con sembianze mortali grazie al sacrificio dell'apostolo Bejelit e del figlio di Gatsu e Caska nella torre di Sant'Albione. Una volta ritornato si dirige da Rickert insieme a Zodd per convincerlo a riunirsi ai falchi. Tuttavia viene raggiunto da Gatsu che prova ad affrontarlo senza risultati in quanto Zodd interviene in difesa del membro della Mano di Dio. Durante il combattimento Zodd fa crollare la caverna degli elfi, le macerie rischiano di cadere su Caska uccidendola. Grifis la protegge col suo mantello salvandola. Poco dopo lo scontro (a cui ha posto egli stesso fine) Grifis si ritira riaffermando di voler continuare a seguire il suo sogno di creare un regno dimostrando indifferenza e freddezza nei confronti delle morti dei suoi vecchi compagni. Durante il volo si chiede il perché abbia salvato Caska in quel momento. Intuisce che quel gesto è dovuto ai sentimenti del bambino informe che si è disciolto per dare forma al suo corpo. 

Griffith Reborn

### I Nuovi Falchi
Per prima cosa, Grifis forma una nuova Squadra dei Falchi raccogliendo tutti gli apostoli più forti esistenti, al fine di fermare i Kushan. Oltre a Zodd infatti, si riuniscono sotto il suo stendardo il gigante Gurnbeld, il cavaliere Rocks, il cacciatore Arwain e il sadico Laqushas. In seguito recluta numerosi umani, anche Kushan, tra i quali spiccano la veggente Sonia e il giovane Myur. Con questo nuovo esercito prima trae in salvo la principessa Charlotte dal castello di Windom sotto il controllo di Ganishuka. Successivamente manda i suoi apostoli ad uccidere la strega Flora e infine sconfigge nuovamente l'esercito dell'imperatore Ganishuka a Vritanis riottenendo il comando supremo dell'esercito delle Midlands e l'appoggio del Papa in persona.

### Falconia
Ricomposto l'esercito delle Midlands, Grifis si dirige verso l'imperatore Ganishuka, il quale però ha superato la propria condizione di apostolo, divenendo un vero e proprio Dio della distruzione. Distrutta Windom, l'imperatore si prepara ad affrontare insieme ai suoi mostri Grifis, ma questi riesce (soprattutto grazie ad un intervento di Sonia) a coalizzare uomini e apostoli in un grande esercito che sbaraglia il nemico. A questo punto il Falco Bianco, insieme a Zodd, si dirige all'interno del corpo di Ganishuka riassumendo le sembianze di Phemt e batte una volta per tutte l'imperatore. Ad un tratto entra il Cavaliere del Teschio che tenta di uccidere Grifis con la Spada del Richiamo, ma il membro della Mano di Dio aveva già previsto tutto e dilata le dimensioni dello spazio e del tempo, per poi deviare il fendente del Cavaliere su Ganishuka, aprendo la porta tra il mondo reale e quello fantastico, trasformando tutta la realtà conosciuta dall'uomo in leggenda e mito (il capo dei maghi dell'isola degli elfi spiega che tale evento è riuscito a verificarsi, poiché Grifis ha distrutto i quattro sigilli degli elementi situati nei punti cardinali del mondo e di avere bruciato la foresta degli spiriti).
A questo punto riesce anche a rievocare l'antica capitale sotto la torre della rinascita, ossia la capitale dell'imperatore Gaisselick, alla quale viene dato il nome di Falconia. La gente di ogni nazione inizia subito ad occuparla, vivendo in pace e in armonia, protetta sui confini da dei cristalli che emanano una luce in grado di tenere lontani i mostri delle leggende. In compagnia della principessa Charlotte, e il papa e Sonia a compiere rituali funebri mostrando le anime dei morti per dare un ultimo saluto ai propri cari ancora in vita. Ricevendo la notizia che Rickert è giunto a Falconia, lo convoca a corte. Trovandosi infine faccia a faccia, Grifis domanda a Rickert se ha trovato la risposta alle domande che cercava e se vuole ancora seguire il suo sogno.
Per tutta risposta Rickert gli molla uno schiaffo in pieno volto, sotto lo sguardo sbigottito di Sonia, del Papa e di tutti i presenti, non tollerando la mancanza di rispetto di Grifis sulla collina delle spade, poiché quello era il cimitero dedicato alla vecchia squadra dei falchi. Rickert mostra infine il vecchio stemma della squadra dei falchi che è leggermente differente di quello attuale, affermando di fare ancora parte della squadra dei falchi ma non di quella del falco di luce, giacché non ritiene più Grifis il suo comandante. Il ragazzo così si congeda in modo definitivo da Grifis.
Grifis, in compagnia di Charlotte, osserva Rickert allontanarsi ammettendo di essere stato respinto. Ma quelle stessa notte Grifis ordina all'apostolo delle tenebre Laqshas di assassinarlo. Con uno stratagemma Rickert riesce tuttavia a fermarlo, per poi prendere il volo al galoppo di mostri alati in compagnia del vecchio fachiro Daiba, ex servitore dell'imperatore Ganishuka, e del principe dei Kushan. Grifis li osserva dal castello mentre si allontanano. Il capo dei maghi dell'isola degli elfi afferma che nonostante le apparenze, l'albero del mondo è un gigantesco portale definito "tana del drago" che funge da accesso fra le zone più profonde del mondo degli spiriti.
Falconia, la città di Grifis, si trova esattamente al centro del portale. Dopo questi avvenimenti Grifis guida l'esercito di Falconia, intento a constrastare un esercito di giganti che, servendosi delle vecchie case abbandonate degli uomini, si costruisce delle armature apprestandosi infine ad invadere Falconia. Con l'aiuto dei guerrieri diabolici, Grifis riesce a sbaragliare l'esercito uccidendo infine il capo dei giganti. Abbattuti tutti i giganti, quelle terre sono state infine liberate permettendo così agli uomini di Falconia di tornare ad abitarci. Grifis trova un vecchio spiazzo con delle grosse pietre dolmen e con l'aiuto di Gurnbeld ricostruisce infine gli archi. Esso si rivela essere un portale magico. Sonia e Grifis entrano nel portale alla guida dell'esercito. Si scopre che esso è collegato con i rami dell'Albero Spirale: compiendo un salto temporale, l'intero esercito torna a Falconia in poco tempo.
Conclusa la battaglia, a Falconia iniziano però i primi problemi, con l'aumento della criminalità per un lavoro poco retribuito nelle zone più popolate. Nonostante le imprese di Grifis e delle sue capacità, molta gente proveniente da altre Nazioni, non segue il credo della chiesa, continuando a seguire la loro religione. per evitare una rivolta, il Falco, spinge tutti ad unire le forze per creare un nuovo impero come fece nel passato l'imperatore che governava le terre delle Midlands. Phos è il solo a non farsi condizionare dalle sue parole, avendo compreso da tempo che Grifis è un astuto manipolatore. Liberi dagli impegni, Charlotte e Grifis si concedono infine una serata romantica da soli. Il Falco, illuminato dalla luna piena, percepisce che quella notte accadrà qualcosa.

## Nome e traduzione
La traslitterazione ufficiale del nome del personaggio è Griffith, così come usata nell'edizione italiana di serie TV e film, mentre nella versione portoghese e italiana del manga viene trascritto come Grifis.

## Ispirazione
Secondo alcune interpretazioni il personaggio di Grifis potrebbe essere ispirato al condottiero inglese John Hawkwood, meglio noto con il nome italianizzato di Giovanni Acuto, attivo nell'Italia rinascimentale del XIV secolo. La storia personale del condottiero inglese ha infatti molti punti in comune con quella di Grifis: di umili origini (il padre era un conciatore di pelli), John abbandonò il lavoro paterno per imbracciare le armi nella Guerra dei Cent'anni combattendo per Re Edoardo III; in seguito alla tregua sancita dalla Pace di Brétigny, Hawkwood (all'epoca quarantenne) fondò poi una propria compagnia di mercenari chiamata Compagnia Bianca del Falco che combatté soprattutto in Italia nelle guerre che scoppiavano tra le varie signorie.